# Neuensalz
Neuensalz är en kommun och ort i Vogtlandkreis i förbundslandet Sachsen i Tyskland. Kommunen har cirka 2 100 invånare.
Kommunen ingår i förvaltningsområdet Treuen/Neuensalz tillsammans med kommunen Treuen.